# 阿洛人
阿洛人是分布在西藏墨脱、不丹西部和北部的民族，即是不丹主体民族主巴族（不丹语言“宗卡”：འབྲུག་པ；藏语：འབྲུག་པ）的一个支系；在中国他们被归为门巴族。在1950年代民族识别时，在中国的阿洛人与错那门巴族一起被统称为门巴。
他们说阿洛语，信仰宁玛派藏传佛教，靠近孟加拉国边界的人信仰万物有灵。